# Vilhelm Adelsteen Mariboe
Vilhelm Adelsteen Mariboe, född 3 januari 1814 i Aker, död där 22 februari 1901, var en norsk jurist och mecenat. Han var son till Ludvig Mariboe.
Mariboe blev student 1832, juris kandidat 1837, varefter han 1843–61 var stiftsoverretsprokurator och 1861–75 stiftsoverretsassessor. Efter att sistnämnda år ha tagit avsked, använde han sitt otium till att studera konst och konsthistoria, i vilket syfte han företog många utlandsresor. Tillsammans med rektor Ludvig Vibe hade han den största andel i inrättandet av Skulpturmuseet i Kristiania, om vilket han intill sin död inlade förtjänster. Sin förmögenhet skänkte han till legater för Selskapet for Norges vel och Kristiania kommun.